# Синебровая танагра
Синебровая танагра (лат. Tangara cyanotis) — вид новонёбных птиц из семейства танагровых.

## Распространение и места обитания
Распространён в Андах юго-западной Колумбии (верх долины реки Магделены в Уила и склоны восточных Анд от запада Путумайо к югу), в восточном Эквадоре, восточном Перу и северо-западной Боливии (Ла-Пас и Кочабамба).
Обитает во влажных горных лесах и лесных границах, на высоте до 900—2200 метров над уровнем моря.

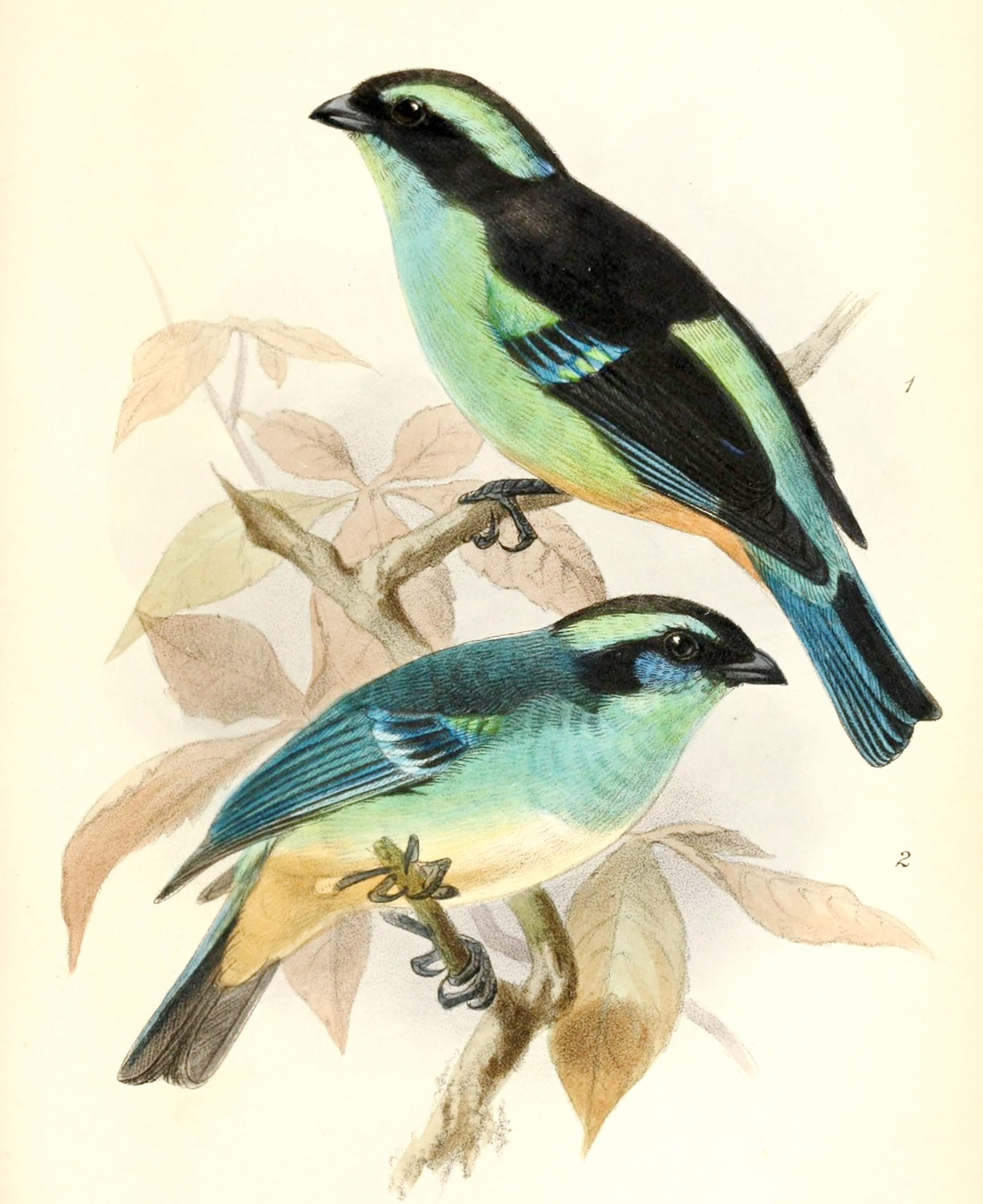
Tangara cyanotis melanotis & Tangara cyanotis cyanotis

## Описание
Длина тела около 12 см.  Звуковые сигналы: высокий «тип» и хаотичное, хриплое дребезжание.

## Экология
Пищу ищут под пологом леса, а также на краю леса и на вторичных насаждениях; питаются беспозвоночными, которых собирают в гуще листвы и на тоненьких веточках деревьев, перепрыгивая с ветки на ветку.